# Abaamang
Abaamang è una città della Guinea Equatoriale, situata vicino alla Provincia di Wele-Nzas. Ha 7 229 abitanti.

## Geografia fisica
Abaamang si trova a circa 6 km a nord-est delle Cascate Asoc-Bisòn.